# Harmonie

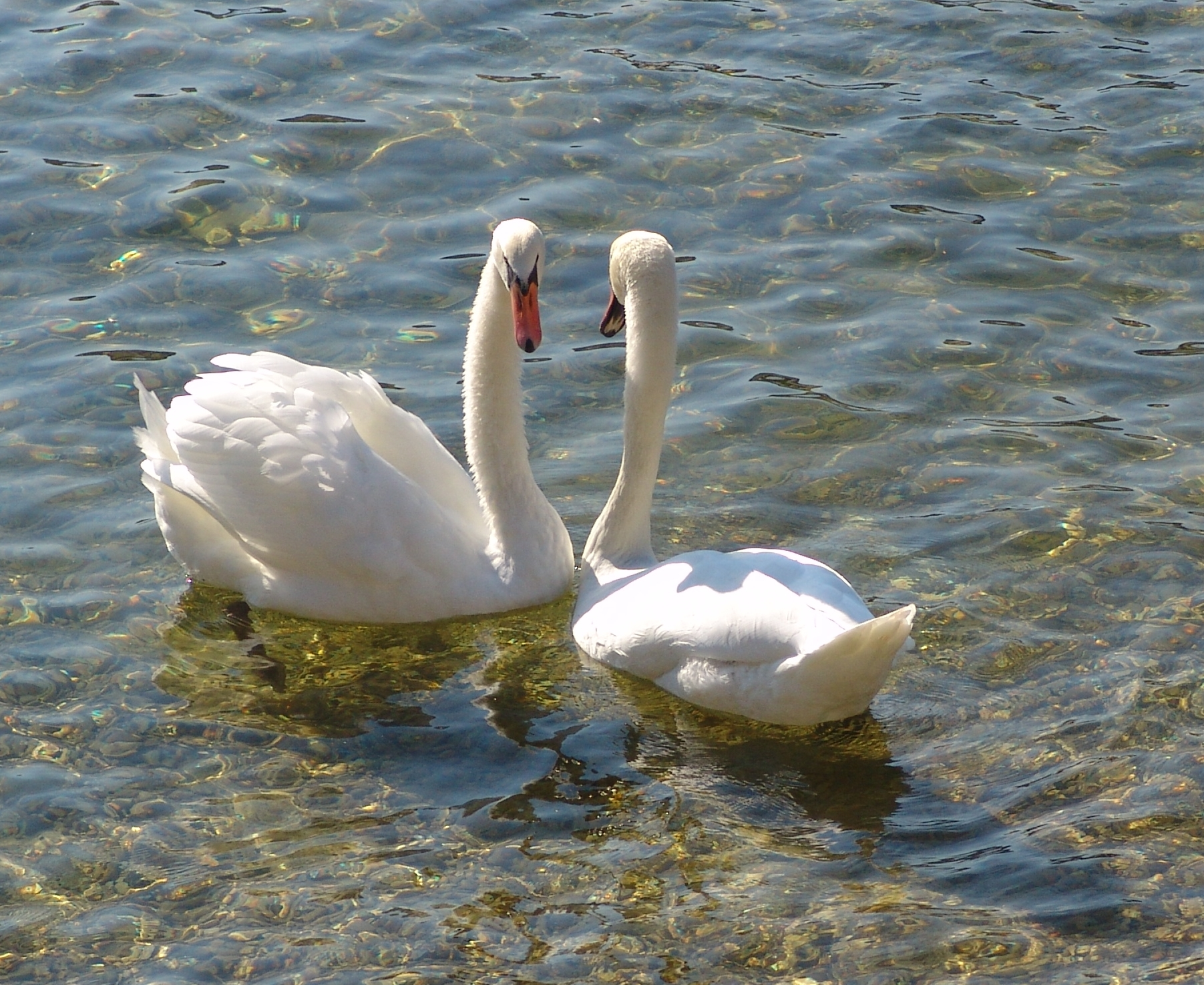
Schwäne, Symbol und Metapher für Harmonie

Die Harmonie (wie latinisiert harmonia, „Übereinstimmung, Einklang“, über altgriechisch ἁρμονία harmonía, unter anderem „Ebenmaß“, von ἁρμός, „Fuge, Zusammenfügung“, zu indogermanisch *ar „fügen“) bezeichnet:
- allgemein die Übereinstimmung, Einklang, Eintracht, Ebenmaß;
- in der Kunst und der Ästhetik siehe Harmonie (Kunst);
  - speziell in der Malerei siehe Harmonie (Malerei);
  - speziell in der Musik einen Teilbereich der Harmonik. Hier ist mit Harmonie, die „jedes räumliche Miteinander von Tönen, die Ordnung der Zusammenklänge“ umfasst,[5] oft eine Verallgemeinerung von  Akkord (Mehrklang) gemeint; die „Harmonie“ C-Dur kann z. B. durch den Akkord C-G-e-c1 realisiert werden, aber ebenso durch c-e-g, e-g-c1 oder andere. Als „harmonisch“ im engeren Sinne werden Akkorde empfunden, in denen Töne vorkommen, die auch  Obertöne des Grundtons sind;
- in der zwischenmenschlichen Kommunikation ein Gleichklang der Gedanken und Gefühle.

Der Begriff „Harmonie“ wird besonders dort verwendet, wo man neben einer bestimmten Regelmäßigkeit in der Anordnung einzelner Objekte bzw. ihrer Teile noch einen Sinn, eine Wertbezogenheit anzumerken glaubt.

## Begriffsgeschichte
Bei der Herausbildung des ursprünglich handwerklichen Begriffs in der Antike bezog sich „Harmonie“ (von griechisch ἁρμονία „Zusammenpassen“, laut Dornseiff in Bezug auf das Bleiben in der Tonart und diese selbst) auf Erscheinungen der Symmetrie. Der Harmoniebegriff wurde zunächst von den Pythagoreern in den Mittelpunkt philosophischer Betrachtungen gestellt. Man sah die Harmonie in der schönen Proportion als Einheit von Maß und Wert. Diese These, zunächst mit mathematischen Erkenntnissen und mit der Harmonie der Töne gestützt, wurde ins Mystische extrapoliert.
So wurde behauptet, die Bewegung der Himmelskörper folge bestimmten harmonischen Zahlenverhältnissen und bewirke eine (unhörbare) „Sphärenmusik“. Laut Dornseiff verstand man unter Sphärenharmonie die von den sieben kreisenden Planeten hervorgebrachte „Tonleiter der Umlaufsbahnen“. Heraklit versuchte, den Begriff „Harmonie“ dialektisch als Einheit der Gegensätze zu fassen: „Das Widerstrebende vereinige sich, aus den entgegengesetzten (Tönen) entstehe die schönste Harmonie, und alles Geschehen erfolge auf dem Wege des Streites.“
Auch Platon stützte sich auf den Harmoniebegriff als Beleg seiner Ideenlehre. So entwickelte er Gedanken von den „Atomen“, die aus Dreiecken bestehen, von der Harmonie des Kosmos, der Töne u. a. und übertrug sie auch in die Staatslehre.
Besonders die antike Medizin knüpfte an diese naturphilosophische Harmonie an. Sie leitete aus dem harmonischen Mischungsverhältnis von Körpersäften Gesundheit und aus einer Unausgewogenheit Krankheit ab. Die darauf basierende Humoralpathologie erhielt bis ins 19. Jahrhundert Gültigkeit. Die galenische Temperamentenlehre übertrug diese Theorie außerdem auf den menschlichen Charakter.
Die Harmonielehre der Antike hat zwei Quellen:
1. die mathematischen Proportionen der Altpythagoreer und die sich daraus entwickelnde theoretische Musik der Lehre von den harmonischen Maßverhältnissen
2. die dialektische Naturphilosophie, die nach den Vermittlungsgliedern der fundamentalen Gegensätze suchte und Harmonie als Vermittlung alles Gegensätzlichen ansah

Zahlen, die in einer harmonischen Proportion stehen, müssen die Gleichung (a − b): (b − c) = a: c erfüllen. (Siehe auch Goldener Schnitt)
Boethius stellte die einflussreiche Theorie von den drei verschiedenen Arten von „Musik“ auf („Musik“: der Inbegriff der Gesamtheit harmonischer Maßverhältnisse):
- musica mundana: das heißt die kosmischen Maßverhältnisse
- musica humana: das heißt die Harmonie der Seele, die des Körpers und die zwischen beiden
- musica instrumentalis: das heißt die harmonischen Maßverhältnisse des instrumentellen Musizierens

Boethius weist der musica mundana die dominierende Rolle zu. Der Mensch hat die Pflicht, diese zu erkennen und selbst ein geregeltes Leben zu führen. Die mittelalterliche Astronomie bemühte sich, mit dem Modell von harmonisch aufeinander abgestimmten Sphärenbewegungen eine Erklärung der Himmelsbewegungen zu geben.

## Zur Anwendung in der Geschichte
Johannes Kepler (1561–1630) legte seinen astronomischen Forschungen die Vorstellung der Existenz einer „Sphärenharmonie“ zugrunde. Eines seiner Hauptwerke trägt den Titel „Harmonice mundi“ (1619). Als überzeugter Kopernicaner geht Kepler der Frage nach, welche Zusammenhänge zwischen den Planetenbewegungen und den harmonischen Verhältnissen bestehen, wie sie aus der Musik und Geometrie geläufig sind.
Marin Mersenne gab in seiner Schrift „Harmonie universelle“ (1636) eine physikalische Begründung des musikalischen Tonsystems. Die Harmonie bis Leibniz basierte auf der Forderung der Existenz eines Systems, das aus miteinander nicht wechselwirkenden Elementen besteht. Mit der Entwicklung eines neuen Systembegriffs, vor allem des der Newtonschen Physik, wurde die materielle Wechselwirkung Voraussetzung für die Existenz von Systemen. Damit büßte die Harmonie ihren ursprünglichen bedeutenden Einfluss auf die Naturauffassung ein. In Gestalt der Lehre von den „Wahlverwandtschaften“ als Basis der chemischen Verbindungen blieb sie jedoch noch bis ins 19. Jahrhundert hinein von Einfluss.
In Leibniz’ (1646–1716) Lehre von der „universellen Harmonie“ kommt die Auffassung von der durchgängigen Gesetzlichkeit der Welt zum Ausdruck. Zur Lösung des spezifischen Problems der Bestimmung des Verhältnisses von Leib und Seele führte Leibniz den Begriff der „prästabilierten Harmonie“ von Leib und Seele ein: Leib und Seele sollen wie zwei voneinander unabhängig gehende Uhren miteinander harmonieren.
Georg Wilhelm Friedrich Hegel (1770–1831) bezeichnete mit Harmonie eine bestimmte Phase des dialektischen Widerspruchs, und zwar jene, in dem sich das qualitativ Verschiedene nicht nur als Gegensatz und Widerspruch darstellt, sondern „eine zusammenstimmende Einheit“ bildet. Innerhalb seiner Lehre von den Maßverhältnissen definierte Hegel die in den musikalischen und chemischen Verhältnissen auftretenden Harmonien als „ausschließende Wahlverwandtschaften, deren qualitative Eigentümlichkeit sich aber ebenso sehr wieder in die Äußerlichkeit bloß quantitativen Fortgehens auflöst“ (in: Wissenschaft der Logik). Doch auch hier wird das Harmoniekonzept schließlich von der Analyse der konkreten chemischen Wechselwirkungen verdrängt.
- Nachdem Sigmund Freud die Libido als Lebenstrieb (psychische Energie) definiert hatte (das Es lenkt zusammen mit Ich und Überich die Wahrnehmung und das Verhalten des Menschen), fanden seine Zeitgenossen William James und William McDougall um 1920 zahlreiche weitere Instinkte oder Grundbedürfnisse, darunter das 'Harmoniestreben'.[8]

Eine Rolle spielt der Harmoniebegriff schließlich in den Bemühungen der Biologie bzw. Taxonomie, ein geschlossenes System von Arten, Gattungen u. a. der Lebewesen in der Botanik und Zoologie zu begründen. Besonders für die Verfasser der „Verwandtschaftstafeln“ von Lebewesen sowie für die Anhänger von „natürlichen Systemen“ in der Taxonomie ist der Harmoniegedanke ein Leitprinzip.

## Methodologie und theoretische Funktion
In den Naturwissenschaften wurde der Begriff durch Begriffe wie Symmetrie, Ganzheit, System, Strukturgesetz u. a. ersetzt. Eine Bedeutung hat der Begriff der Harmonie als heuristisches Prinzip, wenn damit die Aufforderung verstanden wird, in der Vielfalt von objektiven Merkmalen und Beziehungen nach Strukturgesetzen zu suchen.
Neben dieser methodologischen Funktion des Begriffs der Harmonie und seiner nahezu theoretischen Unbrauchbarkeit in den Naturwissenschaften kommt ihm jedoch in jenen Wissenschaften eine positive theoretische Funktion zu, in denen die Subjekt-Objekt-Dialektik selbst Gegenstand der Wissenschaft ist, in denen Werte und Normen als Faktoren der vom Menschen gestalteten oder zu gestaltenden Objekte untersucht werden.
Harmonie bedeutet dann vor allem, „Gestalt und Funktion aller Teile eines Ganzen so abzustimmen, daß die Funktion der jeweils anderen Teile und vor allem die Funktion des Ganzen maximal befruchtet werden.“
Heute hat der Begriff der Harmonie seine Relevanz in der Ästhetik, den Kunstwissenschaften (Musik, Baukunst, Malerei), in der Pädagogik (die allseitig entwickelte Persönlichkeit) u. a.